# Danh sách sân bay Nga
| Vùng liên bang trung ương  | Vùng liên bang trung ương | Vùng liên bang trung ương | Vùng liên bang trung ương          | Vùng liên bang trung ương |
| ĐỊA ĐIỂM                   | ICAO                      | IATA                      | TÊN SÂN BAY                        |                           |
| -------------------------- | ------------------------- | ------------------------- | ---------------------------------- | ------------------------- |
| Belgorod                   | UUOB                      | EGO                       | Sân bay Belgorod                   |                           |
| Kolomna                    | UUMT                      |                           | Sân bay Lukhovitsy Tretyakovo      |                           |
| Kursk                      |                           | URS                       | Sân bay Kursk                      |                           |
| Lipetsk                    | UUOL                      | LPK                       | Sân bay Lipetsk                    |                           |
| Moskva                     | UNKS                      |                           | Sân bay Myachkovo                  |                           |
| Moskva                     | UUBB                      | BKA                       | Sân bay Bykovo                     |                           |
| Moskva                     | UUDD                      | DME                       | Sân bay quốc tế Domodedovo         |                           |
| Moskva                     |                           |                           | Sân bay Khodinka                   |                           |
| Moskva                     | UUMO                      |                           | Sân bay quốc tế Ostafievo          |                           |
| Moskva                     | UUEE                      | SVO                       | Sân bay quốc tế Sheremetyevo       |                           |
| Moskva                     | UUWW                      | VKO                       | Sân bay Vnukovo                    |                           |
| Moskovskaya                | UUUS                      |                           | Sân bay Tushino                    |                           |
| Rostov na Donu             | URRR                      | ROV                       | Sân bay Rostov-na-Donu             |                           |
| Voronezh                   | UUOO                      | VOZ                       | Sân bay Chertovitskoye             |                           |
| Vùng liên bang Viễn Đông   |                           |                           |                                    |                           |
| ĐỊA ĐIỂM                   | ICAO                      | IATA                      | TÊN SÂN BAY                        |                           |
| Anadyr                     | UHMA                      | DYR                       | Sân bay Ugolny                     |                           |
| Blagoveschensk             | UHBB                      | BQS                       | Sân bay Ignatyevo                  |                           |
| Cherskiy                   | UESS                      |                           | Sân bay Chersky                    |                           |
| Chokurdah                  | UESO                      |                           | Sân bay Chokurdah                  |                           |
| Khabarovsk                 | UHHH                      | KHV                       | Sân bay Novy                       |                           |
| Magan                      | UEMM                      |                           | Sân bay Yakutsk Magan              |                           |
| Magadan                    | UHMT                      |                           | Magadan 13                         |                           |
| Magadan                    | UHMM                      | GDX                       | Sân bay Sokol                      |                           |
| Mirny                      | UERR                      | MJZ                       | Sân bay Mirny                      |                           |
| Neryungri                  |                           | NER                       | Sân bay Neryungri                  |                           |
| Okhotsk                    |                           | OHO                       | Sân bay Okhotsk                    |                           |
| Petropavlovsk-Kamchatsky   | UHPP                      | PKC                       | Yelizovo                           |                           |
| Plesetsk                   |                           |                           | Plestsy                            |                           |
| Tiksi                      | UEST                      | IKS                       | Tiksi                              |                           |
| Vladivostok                | UHWW                      | VVO                       | Sân bay quốc tế Vladivostok        |                           |
| Yakutsk                    | UEEE                      | YKS                       | Sân bay Yakutsk                    |                           |
| Yuzhno-Sakhalinsk          | UHSS                      | UUS                       | Sân bay Yuzhno-Sakhalinsk          |                           |
| Vùng liên bang tây bắc     |                           |                           |                                    |                           |
| ĐỊA ĐIỂM                   | ICAO                      | IATA                      | TÊN SÂN BAY                        |                           |
| Amderma                    | UEAA                      | ADH                       | Sân bay Amderma                    |                           |
| Arkhangelsk                | ULAA                      | ARH                       | Sân bay Talagi                     |                           |
| Arkhangelsk                | ULAH                      |                           | Sân bay Vaskovo                    |                           |
| Cherepovets                | ULWC                      |                           | Sân bay Cherepovets                |                           |
| Kaliningrad                |                           |                           | Sân bay Kaliningrad Devau          |                           |
| Kaliningrad                | UMKK                      | KGD                       | Sân bay Khrabrovo                  |                           |
| Kotlas                     | ULKK                      | KSZ                       | Sân bay Kotlas                     |                           |
| Murmansk                   | ULMM                      | MMK                       | Sân bay Murmansk                   |                           |
| Naryan-Mar                 | ULAM                      | NNM                       | Sân bay Naryan-Mar                 |                           |
| Pechora                    | UUYP                      | PEX                       | Sân bay Pechora                    |                           |
| Petrozavodsk               | ULPB                      | PES                       | Sân bay Besovets                   |                           |
| Pskov                      | ULOO                      | PKV                       | Sân bay Pskov                      |                           |
| Sankt-Peterburg            | ULLI                      | LED                       | Sân bay Pulkovo                    |                           |
| Sankt-Peterburg            | ULSS                      |                           | Sân bay Rzhevka                    |                           |
| Quần đảo Solovetsky        | ULAS                      | CSH                       | Sân bay Solovki                    |                           |
| Syktyvkar                  | UUYY                      | SCW                       | Sân bay Syktyvkar                  |                           |
| Syktyvkar                  |                           |                           | Tây nam Syktyvkar                  |                           |
| Ukhta                      | UUYH                      | UCT                       | Sân bay Ukhta                      |                           |
| Vorkuta                    |                           |                           | Sân bay Vorkuta                    |                           |
| Vùng liên bang Siberi      |                           |                           |                                    |                           |
| ĐỊA ĐIỂM                   | ICAO                      | IATA                      | TÊN SÂN BAY                        |                           |
| Abakan                     |                           | ABA                       | Sân bay Adaba                      |                           |
| Barnaul                    | UNBB                      | BAX                       | Sân bay Barnaul                    |                           |
| Bratsk                     | UIBB                      | BTK                       | Sân bay Bratsk                     |                           |
| Chita                      | UIAA                      | HTA                       | Sân bay Kadala                     |                           |
| Igarka                     | UOII                      | IAA                       | Sân bay Igarka                     |                           |
| Irkutsk                    | UIII                      | IKT                       | Sân bay quốc tế Irkutsk            |                           |
| Irkutsk                    |                           |                           | Sân bay tây bắc Irkutsk            |                           |
| Kemerovo                   | UNNE                      | KEJ                       | Sân bay Kemerovo                   |                           |
| Khatanga                   | UOHH                      |                           | San bay Khatanga                   |                           |
| Kogalym                    | USRK                      | KGP                       | Sân bay Kogalym                    |                           |
| Krasnoyarsk                | UNKL                      | KJA                       | Sân bay Krasnoyarsk                |                           |
| Kyzyl                      | UNKY                      | KYZ                       | Sân bay Kyzyl                      |                           |
| Noyabrsk                   | USRO                      | NOJ                       | Sân bay Noyabrsk                   |                           |
| Norilsk                    | UOOO                      | NSK                       | Sân bay Alykel Norilsk             |                           |
| Norilsk                    | UOOW                      |                           | Sân bay Valek Norilsk              |                           |
| Novokuznetsk               | UNWW                      | NOZ                       | Sân bay Spichenkovo Novokuznetsk   |                           |
| Novosibirsk                | UNNE                      |                           | Sân bay Elitsovka Novosibirsk      |                           |
| Novosibirsk                | UNCC                      |                           | Sân bay Severny Novosibirsk        |                           |
| Novosibirsk                | UNNT                      | OVB                       | Sân bay Tolmachevo Novosibirsk     |                           |
| Omsk                       | UNOO                      | OMS                       | Sân bay Tsentralny                 |                           |
| Salekhard                  | USDD                      | SLY                       | Sân bay Salekhard                  |                           |
| Ulan-Ude                   | UIUU                      | UUD                       | Sân bay Ulan-Ude                   |                           |
| Ulan-Ude                   |                           |                           | Sân bay Vostochny Ulan-Ude         |                           |
| Usinsk                     | UUYS                      | USK                       | Sân bay Usinsk                     |                           |
| Yeniseysk                  | UNII                      | EIE                       | Sân bay Yeniseysk                  |                           |
| Vùng liên bang miền nam    |                           |                           |                                    |                           |
| ĐỊA ĐIỂM                   | ICAO                      | IATA                      | TÊN SÂN BAY                        |                           |
| Adler/Sochi                | URSS                      | AER                       | Sân bay quốc tế Adler-Sochi        |                           |
| Anapa                      | URKA                      | AAQ                       | Sân bay Vityazevo                  |                           |
| Astrakhan                  | URWA                      | ASF                       | Sân bay Astrakhan                  |                           |
| Elista                     | URWI                      | ESL                       | Sân bay Elista                     |                           |
| Krasnodar                  | URKK                      | KRR                       | Sân bay Pashkovsky                 |                           |
| Makhachkala                |                           |                           | Sân bay Uytash                     |                           |
| Mineralnye Vody            | URML                      | MCX                       | Sân bay Mineralnye Vody            |                           |
| Nalchik                    | URMN                      | NAL                       | Sân bay Nalchik                    |                           |
| Stavropol                  | URMT                      | STW                       | Sân bay Shpakovskoye               |                           |
| Vladikavkaz                | URMO                      | OGZ                       | Sân bay Beslan                     |                           |
| Volgograd                  | URWW                      | VOG                       | Sân bay Gumrak                     |                           |
| Vùng liên bang Ural        |                           |                           |                                    |                           |
| ĐỊA ĐIỂM                   | ICAO                      | IATA                      | TÊN SÂN BAY                        |                           |
| Chelyabinsk                | USCC                      | CEK                       | Sân bay Balandino Chelyabinsk      |                           |
| Chelyabinsk                | USCG                      |                           | Sân bay Shagol Chelyabinsk         |                           |
| Kurgan                     | USUU                      |                           | Sân bay Kurgan                     |                           |
| Magnitogorsk               | USCM                      | MQF                       | Sân bay Magnitogorsk               |                           |
| Novy Urengoy               | USMU                      | NUX                       | Sân bay Novy Urengoy               |                           |
| Raduzhny                   |                           |                           | Sân bay Tây Vareghan               |                           |
| Surgut                     | USRR                      | SGC                       | Sân bay Surgut                     |                           |
| Tyumen                     | USTL                      |                           | Sân bay Plekhanova                 |                           |
| Tyumen                     | USTR                      | TJM                       | Sân bay Roschino                   |                           |
| Uray                       | USHU                      | URJ                       | Sân bay Uray                       |                           |
| Ekaterinburg               | USSS                      | SVX                       | Sân bay quốc tế Koltsovo           |                           |
| Ekaterinburg               | USSK                      |                           | Sân bay Aramil Ekaterinburg        |                           |
| Vùng liên bang Volga       |                           |                           |                                    |                           |
| ĐỊA ĐIỂM                   | ICAO                      | IATA                      | TÊN SÂN BAY                        |                           |
| Bashkortostan              | UWUM                      |                           | Sân bay Maximovka Ufa              |                           |
| Bugulma                    | UWKB                      | UUA                       | Sân bay Bugulma                    |                           |
| Cheboksary                 | UWKS                      | CSY                       | Sân bay Cheboksary                 |                           |
| Kazan                      | UWKD                      | KZN                       | Sân bay Kazan                      |                           |
| Kazan                      | UWKG                      |                           | Sân bay Borisoglebskoye Kazan      |                           |
| Nizhny Novgorod            | UWGG                      | GOJ                       | Sân bay Strigino                   |                           |
| Orenburg                   | UWOO                      | REN                       | Sân bay Tsentralny Orenburg        |                           |
| Orsk                       | UWOR                      | OSW                       | Sân bay Orsk                       |                           |
| Penza                      | UWPP                      | PEZ                       | Sân bay Penza                      |                           |
| Perm                       | USPP                      | PEE                       | Sân bay Bolshoye Savino            |                           |
| Samara                     | UWWW                      | KUF                       | Sân bay Kurumoch Samara            |                           |
| Saratov                    | UWSS                      | RTW                       | San bay Tsentralny Saratov         |                           |
| Ufa                        | UWUU                      | UFA                       | Sân bay Ufa                        |                           |
| Ulyanovsk                  | UWLL                      |                           | Sân bay Baratayevka Ulyanovsk      |                           |
| Ulyanovsk                  | UWLW                      | ULY                       | Sân bay Vostochny Ulyanovsk        |                           |
| Các sân bay quân sự        |                           |                           |                                    |                           |
| Các ĐỊA ĐIỂM               | ICAO                      | IATA                      | TÊN SÂN BAY                        |                           |
| Chukotka                   | UHMI                      |                           | Sân bay Mys Shmidta                |                           |
| Khatanga                   |                           |                           | Sredniy Ostrov                     |                           |
| Kimry                      | UUEI                      |                           | San bay Kimry                      |                           |
| Klyuchi                    |                           |                           | Klyuchi (căn cứ không quân)        |                           |
| Komsomolsk-na-Amure        | UHKD                      |                           | Sân bay Dzemgi Khabarovsk-na-Amure |                           |
| Kursk                      | UUOK                      |                           | Khalino                            |                           |
| Lenino                     |                           |                           | Lenino (căn cứ không quân)         |                           |
| Nerchinsk                  |                           |                           | Sân bay Nerchinsk                  |                           |
| Nizhny Tagil               |                           |                           | Sân bay Salka                      |                           |
| Perm                       | USPB                      |                           | Bakharevka                         |                           |
| Ramenskoye                 | UUBW                      |                           | Sân bay Ramenskoye                 |                           |
| Rzhev                      |                           |                           | Rzhev (căn cứ không quân)          |                           |
| Sankt-Peterburg            |                           |                           | Levashovo                          |                           |
| Sankt-Peterburg            | ULLP                      |                           | Sân bay Pushkin                    |                           |
| Samara                     |                           |                           | Sân bay Kryazh Samara              |                           |
| Saratov                    |                           |                           | Nam Saratov                        |                           |
| Saratov                    |                           |                           | Tây Saratov                        |                           |
| Tiksi                      |                           |                           | Tây Tiksi                          |                           |
| Yaroslavl                  |                           |                           | Levtsovo Yaroslavl                 |                           |
| Các sân bay không được nêu |                           |                           |                                    |                           |
| ĐỊA ĐIỂM                   | ICAO                      | IATA                      | TÊN SÂN BAY                        |                           |
| Achinsk                    | UNKS                      |                           | Sân bay Achinsk                    |                           |
| Aldan                      |                           |                           | Sân bay Aldan                      |                           |
| Apatity                    |                           |                           | Sân bay Khibini                    |                           |
| Apatity                    | ULMK                      |                           | Kirovsk Apatity                    |                           |
| Balabanovo                 | UUWE                      |                           | Sân bay Ermolino                   |                           |
| Balakovo                   | UWSB                      |                           | Sân bay Balakovo                   |                           |
| Baley                      |                           |                           | Sân bay Baley                      |                           |
| Baykit                     | UNIB                      |                           | Sân bay Baykit                     |                           |
| Begishevo                  | UWKE                      |                           | Sân bay Begishevo                  |                           |
| Bereznik                   |                           |                           | Semenovskoye Shidrovo              |                           |
| Berezniki                  | USPT                      |                           | Sân bay Berezniki                  |                           |
| Biysk                      | UNBI                      |                           | Sân bay Biysk                      |                           |
| Boguchany                  | UNKB                      |                           | Sân bay Boguchany                  |                           |
| Ceremukhovo                | USSE                      |                           | Sân bay Severouralsk               |                           |
| Chara                      | UIAR                      |                           | Sân bay Chara                      |                           |
| Chaybukha                  | UHMG                      |                           | Sân bay Chaybukha                  |                           |
| Chistopol                  | UWKI                      |                           | Sân bay Chistopol                  |                           |
| Chulman                    |                           |                           | Sân bay Chulman                    |                           |
| Dikson                     | UODD                      |                           | Sân bay Dikson                     |                           |
| Dudinka                    | UROD                      |                           | Sân bay Dudinka                    |                           |
| Erbogachen                 | UIKE                      |                           | Sân bay Erbogachen                 |                           |
| Gorno-Altaysk              | UWBG                      |                           | Sân bay Gorno-Altaysk              |                           |
| Hatanga                    |                           | HTG                       | Sân bay Hatanga                    |                           |
| Honuu                      | UEMA                      |                           | Sân bay Moma                       |                           |
| Inta                       | UUYI                      |                           | Sân bay Inta                       |                           |
| Iul'tin                    |                           |                           | Iultin                             |                           |
| Ivanovo                    | UUBI                      |                           | Yuzhny Ivanovo                     |                           |
| Izhevsk                    | USII                      |                           | Sân bay Izhevsk                    |                           |
| Izhma                      | UUYV                      |                           | Sân bay Izhma                      |                           |
| Kaluga                     | UUBC                      |                           | Sân bay Grabtsevo Kaluga           |                           |
| Kazachinsk                 | UITK                      |                           | Sân bay Kazachinsk                 |                           |
| Khanty-Mansiysk            | USHH                      | HMA                       | Sân bay Khanty-Mansiysk            |                           |
| Kirensk                    | UIKK                      |                           | Sân bay Kirensk                    |                           |
| Kirov                      | USKK                      | KVX                       | Sân bay Pobedilovo Kirov           |                           |
| Kolpashevo                 | UNLL                      |                           | Sân bay Kolpashevo                 |                           |
| Komsomolsk-na-Amur         |                           | KXK                       | Sân bay Komsomolsk-na-Amur         |                           |
| Kondinskoye                | USHK                      |                           | Sân bay Kondinskoye                |                           |
| Kostroma                   | UUBA                      |                           | Sân bay Kostroma                   |                           |
| Kozyrevsk                  | UHPO                      |                           | Sân bay Kozyrevsk                  |                           |
| Krasnokamensk              | UIAE                      |                           | Sân bay Krasnokamensk              |                           |
| Krasnovishersk             |                           |                           | Sân bay Krasnovishersk             |                           |
| Kurgan                     | USUU                      | KRO                       | Sân bay Kurgan                     |                           |
| Kyren                      |                           |                           | Sân bay Kyren                      |                           |
| Kyzyl-Syr                  | UENK                      |                           | Sân bay Kyzyl-Syr                  |                           |
| Lavrentiya                 | UHML                      |                           | Sân bay Lavrentiya                 |                           |
| Magdagachi                 |                           |                           | Sân bay Magdagachi                 |                           |
| Mama                       | UIKM                      |                           | Sân bay Mama                       |                           |
| Menzelinsk                 |                           |                           | Sân bay Menzelinsk                 |                           |
| Mezen                      | ULAE                      |                           | Sân bay Mezen                      |                           |
| Milkovo                    | UHPM                      |                           | Sân bay Milkovo                    |                           |
| Nadym                      | USMM                      | NYM                       | Sân bay Nadym                      |                           |
| Neftekamsk                 | UWUF                      |                           | Sân bay Neftekamsk                 |                           |
| Nefteyugansk               | USRN                      |                           | Sân bay Nefteyugansk               |                           |
| Nikolsk                    |                           |                           | Sân bay Nikolsk                    |                           |
| Nikolskoye                 | UHPX                      |                           | Sân bay Nikolskoye                 |                           |
| Nizhneangarsk              | UIUN                      |                           | Sân bay Nizhneangarsk              |                           |
| Nizhnevartovsk             | USNN                      | NJC                       | Sân bay Nizhnevartovsk             |                           |
| Nyagan                     | USHN                      |                           | Sân bay Nyagan                     |                           |
| Oktyabrsky                 | UWUK                      |                           | Sân bay Oktyabrsky                 |                           |
| Oryol                      |                           |                           | Sân bay Oryol                      |                           |
| Palana                     |                           |                           | Sân bay Palana mới                 |                           |
| Palana                     | UHPL                      |                           | Sân bay Palana cũ                  |                           |
| Pevek                      | UHMP                      | PWE                       | Sân bay Pevek                      |                           |
| Podkamennaya Tunguska      | UNIP                      |                           | Sân bay Podkamennaya Tunguska      |                           |
| Provideniya                | UHMD                      | PVS                       | Sân bay vịnh Provideniya           |                           |
| Pugachyov                  |                           |                           | Sân bay Pugachyov                  |                           |
| Rubtsovsk                  | UNBR                      |                           | Sân bay Rubtsovsk                  |                           |
| Ryazan                     | UUBR                      |                           | Sân bay Turlatovo Ryazan           |                           |
| Rybinsk                    | UUBK                      |                           | Staroselye Rybinsk                 |                           |
| Saransk                    | UWPS                      |                           | Sân bay Saransk                    |                           |
| Sarmany                    |                           |                           | Sân bay Sarmany                    |                           |
| Sarovo                     |                           |                           | Sân bay Sarovo                     |                           |
| Severo-Eniseysk            | UNIS                      |                           | Sân bay Severo-Eniseysk            |                           |
| Severo-Evensk              | UHMW                      |                           | Sân bay Severo-Evensk              |                           |
| Seymchan                   | UHMS                      |                           | Sân bay Seymchan                   |                           |
| Sharypovo                  | UNKO                      |                           | Sân bay Sharypovo                  |                           |
| Shimanovsk                 |                           |                           | Sân bay Shimanovsk                 |                           |
| Sibay                      | UWUA                      |                           | Sân bay Sibay                      |                           |
| Smolensk                   |                           |                           | Sân bay Smolensk                   |                           |
| Snezhnogorsk               | UOIC                      |                           | Sân bay Snezhnogorsk               |                           |
| Khanty-Mansi               | USHS                      |                           | Sovetsky Tyumenskaya               |                           |
| Staraya Russa              | ULNR                      |                           | Sân bay Staraya Russa              |                           |
| Stary Oskol                | UUOS                      |                           | Sân bay Stary Oskol                |                           |
| Strezhevoy                 | UNSS                      |                           | Sân bay Strezhevoy                 |                           |
| Suntar                     | UENS                      |                           | Sân bay Suntar                     |                           |
| Susuman                    | UHMH                      |                           | Sân bay Susuman                    |                           |
| Svetlogorsk                | UOIG                      |                           | Sân bay Svetlogorsk                |                           |
| Svobodny                   |                           |                           | Sân bay Svobodny                   |                           |
| Taksimo                    |                           |                           | Sân bay Taksimo                    |                           |
| Tambov                     | UUOT                      |                           | Sân bay Donskoye Tambov            |                           |
| Tarnogskiy Gorodok         |                           |                           | Sân bay Tarnogskiy Gorodok         |                           |
| Tasayevo                   |                           |                           | Sân bay Tasayevo                   |                           |
| Tilichiki                  | UHPT                      |                           | Sân bay Tilichiki                  |                           |
| Tomsk                      | UNTT                      | TOF                       | Sân bay Bogashevo                  |                           |
| Tura                       | UNIT                      |                           | Sân bay Tura                       |                           |
| Turukhansk                 | UOTT                      |                           | Sân bay Turukhansk                 |                           |
| Tymovskoye                 | UHSO                      |                           | Sân bay Zonalnoye                  |                           |
| Tynda                      | UHBW                      |                           | Sân bay Tynda                      |                           |
| Uka                        |                           |                           | Sân bay Uka                        |                           |
| Ust-Ilimsk                 | UIBS                      |                           | Sân bay Ust-Ilimsk                 |                           |
| Ust-Kamchatsk              | UHPK                      |                           | Sân bay Ust-Kamchatsk              |                           |
| Ust-Kut                    | UITT                      |                           | Sân bay Ust-Kut                    |                           |
| Ust-Pakhachi               | UHPA                      |                           | Sân bay Ust-Pakhachi               |                           |
| Ust-Tsylma                 | UUYX                      |                           | Sân bay Ust-Tsylma                 |                           |
| Vanavara                   | UNIW                      |                           | Sân bay Vanavara                   |                           |
| Velikiy Novgorod           | ULNN                      | NVR                       | Sân bay Yurievo                    |                           |
| Velikiy Ustyug             |                           |                           | Sân bay Velikiy Ustyug             |                           |
| Velikiye Luki              | ULUL                      |                           | Sân bay Velikiye Luki              |                           |
| Verkhnyaya Toyma           |                           |                           | Sân bay Verkhnyaya Toyma           |                           |
| Vilyuisk                   | UENW                      |                           | Sân bay Vilyuisk                   |                           |
| Vladimir                   | UUBL                      |                           | Sân bay Semyazino Vladimir         |                           |
| Vologda                    | ULWW                      |                           | Sân bay Vologda                    |                           |
| Voronezh                   | UUOD                      |                           | Pridacha Voronezh                  |                           |
| Vuktyl                     | UUYK                      |                           | Sân bay Vuktyl                     |                           |
| Vyazma                     |                           |                           | Sân bay Vyazma                     |                           |
| Yakutia                    | UERP                      | PYJ                       | Sân bay Polyarny                   |                           |
| Yamburg                    |                           |                           | Sân bay Yamburg                    |                           |
| Yaroslavl                  | UUDL                      | IAR                       | Tunoshna                           |                           |
| Yelabuga                   |                           |                           | Bắc Yelabuga                       |                           |
| Yoshkar Ola                | UWKJ                      |                           | Sân bay Yoshkar-Ola                |                           |
| Yugarenok                  |                           |                           | Sân bay Yugarenok                  |                           |
| Yugorsk                    |                           |                           | Yugorsk Sovetsky                   |                           |
| Zheleznogorsk              | UIBV                      |                           | Sân bay Zheleznogorsk              |                           |
| Zyryanka                   |                           |                           | Sân bay Tây Zyryanka               |                           |